# بتن پاشیده

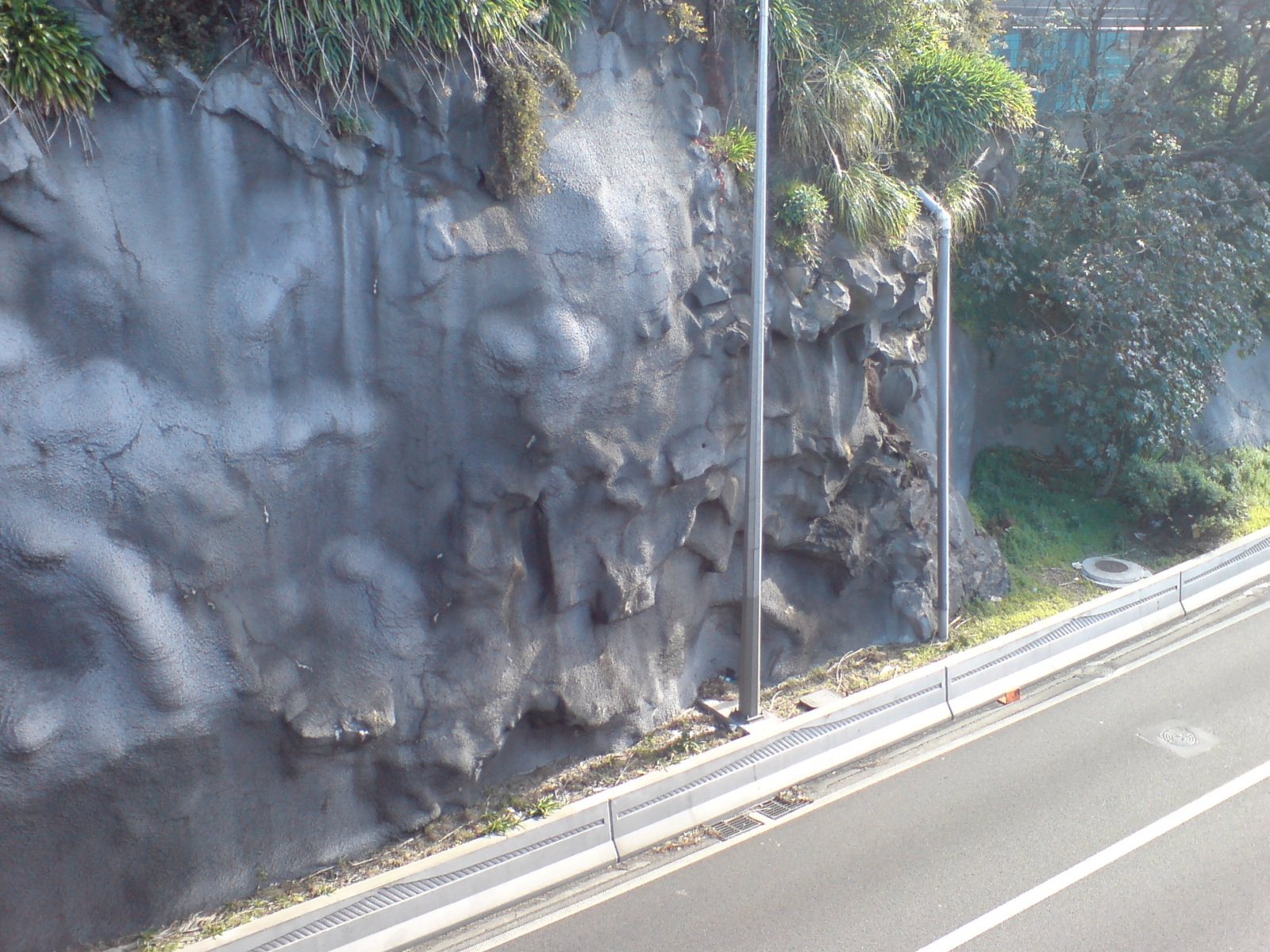
صخره بتن‌پاشی شده در کنار جاده‌ای در نیوزیلند.

بتن پاشیده یا بتُن‌پاشی پایٍکار (به انگلیسی: Shotcrete) فرایندی است که در آن بتن یا ملات با فشار و سرعت بالا بر روی یک سطح پاشیده می‌شود تا لایه‌ای متراکم، خود نگهدار و باربر ایجاد گردد. بتن پاشیده شامل دو نوع خشک (Dry Mix Shotcrete) و مرطوب (Wet Mix Shotcrete) است.

## تاریخچه و کاربردها

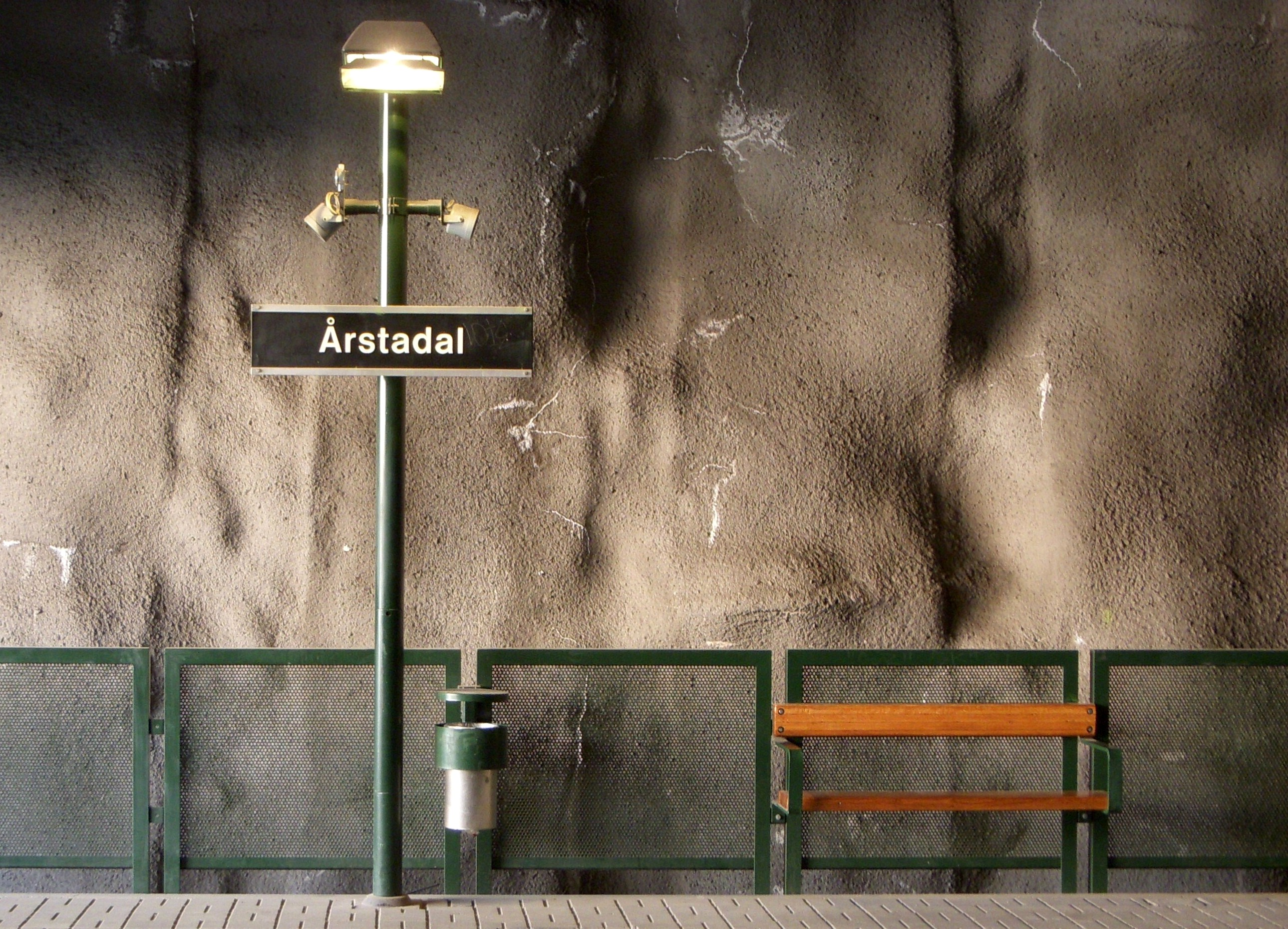
دیواره‌های بتن‌پاشیده در تونلی که ایستگاه اُرستادال در متروی استکهلم در آن واقع شده‌است.

شات کریت را می‌توان وسیله‌ای بسیار مؤثر، پایا (Durable) و اقتصادی برای کنترل زمین، کارهایی نظیر مرمت و بازسازی سازه‌های بتنی و ساختمان‌های قدیمی، ساخت پوشش‌های بتنی نگهداری اولیه در تونل‌سازی، پایدارسازی شیب‌های سنگی و خاکی و پایدارسازی بسیاری از سازه‌های زیرزمینی دانست. همچنین شات کریت را می‌توان به عنوان ملات یا بتنی که با سرعت بالا توسط هوای فشرده روی یک سطح پاشیده می‌شود تعریف کرد. شات کریت برای نگهداری زمین در تونل‌سازی و معدنکاری ایده‌آل است چرا که یک نگهداری سریع پس از آتشباری و حفاری و مقاومت زودرس مناسب، که باعث می‌شود به زمین اجازهٔ جابه‌جایی را بدهد، ایجاد می‌کند. از جمله مزیت‌های شات کریت عدم نیاز به قالب بندی یا قالب بندی بسیار کم نسبت به سایر روش‌های نگهداری، مناسب برای سطوح نامنظم و امکان حمل مواد برای محل‌های با دسترسی مشکل می‌باشد. در گذشته از شاتکریت خشک به این علت که اساساً وسایل مورد نیاز در دسترس تر و ارزان‌تر بود و مواد خشک می‌توانست برای مسافت طولانی‌تر حمل شود به صورت گسترده استفاده می‌شد. اولین کاربرد شاتکریت به سال ۱۹۰۹ میلادی بر می‌گردد که در آن زمان تحت عنوان گونیت نامیده می‌شد و به کمک دستگاهی موسوم به تفنگ سیمان به کار می‌رفت. کاربرد شات کریت تقویت شده با الیاف (Fiber Reinforcement Shotcrete) به سال‌های قبل از ۱۹۷۰ میلادی بر می‌گردد که الیاف فولادی (Steel Fiber) به عنوان یک جزء از شات کریت برای ایجاد شکل‌پذیری (Ductility) در آن معرفی شدند. قبل از ۱۹۷۰ میلادی اغلب از توری‌های فولادی (Steel mesh) به این منظور استفاده می‌شد. توری‌های فولادی دارای مشکلات زیادی از جمله نصب مشکل و خطرناک بود. کاربرد شات کریت در ساخت تونل و استفاده آن در دیوارها و شات کریت الیافی در موارد کاربردی.
پس از سه دهه، پیشرفت‌های قابل توجهی در روش‌های اختلاط، نوع مواد افزودنی، ماشین آلات مورد استفاده و روش‌های پاشیدن روی داده‌است که باعث افزایش کارایی FRS در قسمت‌های هزینه‌ای و خواص مکانیکی آن شده‌است و به این دلیل به صورت گسترده در سراسر دنیا استفاده شده‌است.

## انواع بتن پاشیده

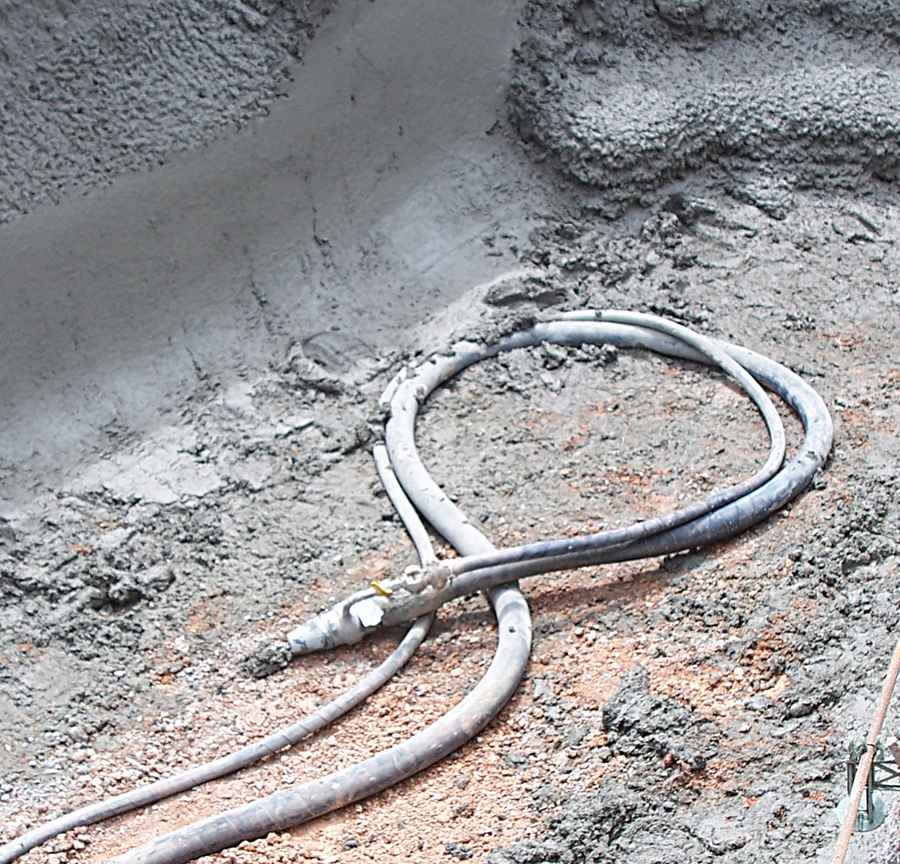
لوله و سرلوله مورد استفاده جهت پاشیدن بتن

بتن پاشیده نام کلی است برای ملات یا بتن حاوی سیمان، ماسه و مصالح با دانه بندی مناسب که با هوای فشرده تحت سرعت بالا روی سطح پاشیده می‌شود. بتن پاشیده را می‌توان به دو دستهٔ کلی از نظر روش اختلاط تقسیم کرد
- مخلوط مرطوب (تَر)
- مخلوط خشک

در گذشته از شاتکریت خشک به این علت که اساساً وسایل مورد نیاز در دسترس‌تر و ارزان‌تر بود و مواد خشک می‌توانست برای مسافت طولانی‌تر حمل شود (یک مزیت مهم در کاربردهای معدنی است)، به صورت گسترده استفاده می‌شد. با این حال روش اختلاط تر دارای برتری‌های مهمی از جمله کاهش پس‌ریز، عدم نیاز به نیروی انسانی ماهر و نیاز به وسایل کمتر در محل اجرا برای معادن زیرزمینی است. کیفیت شاتکریت به عوامل متعددی وابسته است از جمله اپراتور، کنترل آب مخلوط، سرعت نازل و تکنیک پاشیدن. در هر موردی توانایی و تمرین اپراتور بسیار مؤثر است.
مزایای ماده افزودنی بتن شات کریت (بتن پاششی):
1. باعث کاهش ریزش مصالح می‌شود
2. باعث سهولت اجرای سقف‌های قوسی شکل وانحنا دار می‌شود
3. باعث افزایش چسبندگی بتن می‌شود
4. افزودنی شات کریت باعث آب‌بندی سطوح و مسدود کردن سریع درزها می‌شود.
5. کاهش ضخامت لاینینگ نهایی و عدم نیاز به قالب بندی در تونل‌ها برای طرح‌هایی که تصمیم به استفاده از یک بتن پاششی به کمک ماده افزودنی بتن شاتکریت (بتن پاششی) Fabshot_HPS بدون نیاز به لاینینگ ثانویه گرفته می‌شود.

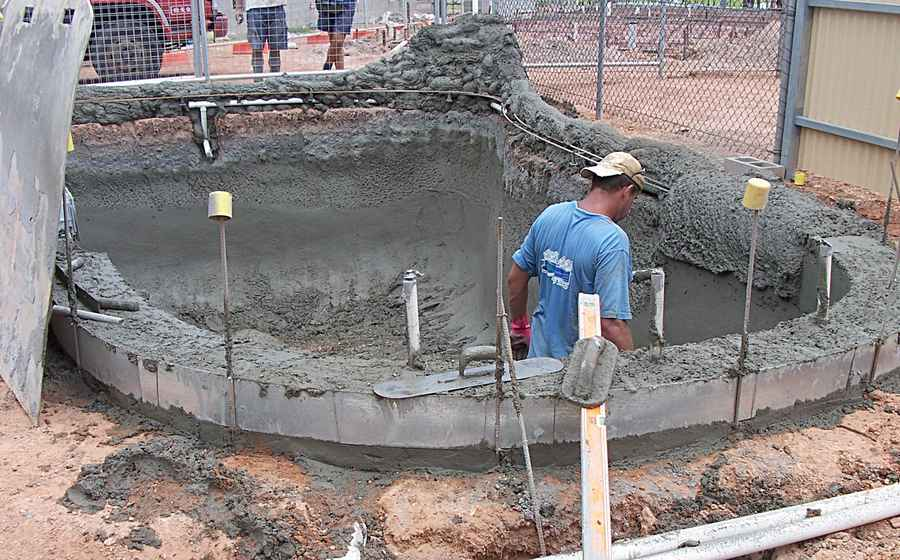
اجرای بتن پاشیده برای یک استخر شنا در شمال استرالیا

عوامل متعددی بر انتخاب نوع شاتکریت مؤثر است اما هر کدام از آن‌ها برتری‌ها و مزیت‌های خود را دارد و بسته به شرایط دو عملیات قابل تغییر به هم هستند. از عوامل مؤثر در انتخاب نوع عملیات شاتکریت می‌توان به موارد زیر اشاره کرد:
- عوامل اقتصادی
- دسترسی به مواد و وسایل
- محل عملیات
- مهارت و قابلیت اپراتور

امروزه برای انتخاب روش به میزان برگشت مواد، مقدار دور ریز و خواص آن نظیر مقاومت پایداری در مقابل هوازدگی توجه بسیار می‌شود.

### بتن پاشیده مرطوب
در این روش تمام مواد ابتدا با آب مخلوط می‌شود و پس از آن است که افزودنی‌های مورد نیاز بر حسب نیاز به آن اضافه می‌شود. در مرحلهٔ اول آب و سایر مواد با هم به مخلوط کن وارد شده و مخلوط می‌شوند و پس از آن است که سایر افزودنی‌ها به مخلوط اضافه می‌شود.

### بتن پاشیدهٔ خشک
در این روش ابتدا مواد به صورت خشک با درصد بسیار کمی آب مخلوط می‌شوند و قبل از خروج از نازل به آن‌ها آب اضافه می‌شود. در این روش بر خلاف روش مخلوط تر، آب درانتهای مسیر و قبل از خروج از نازل به مخلوط اضافه می‌شود.

## عوامل مؤثر
از عوامل مؤثر می‌توان به طرح اختلاط اشاره کرد که عملیاتی مشکل و پیچیده‌است و در حقیقت نیازمند سعی و خطای بسیار است و باید دارای معیارهای زیر باشد.
- قابلیت پرتاب: مخلوط باید بتواند با کمترین میزان پس ریز جای بگیرد.
- مقاومت زود رس: مخلوط باید به اندازهٔ کافی محکم شود تا نگهداری زمین را در مدت زمان کمی فراهم کند.
- مقاومت طولانی مدت: مخلوط باید یک مقاومت مشخص ۲۸ روزه داشته باشد با میزان شتابدهندهٔ مورد نیاز برای بدست آوردن قابلیت پرتاب مورد نیاز و مقاومت زودرس.
- پایداری: پایداری طولانی مدت کافی برای محیط باید به دست آید.
- اقتصاد: مواد با هزینهٔ کمتر باید استفاده شود و باید حداقل مقدار پس زیر وجود داشته باشد.

## مزایا و معایب
معایب شات کریت مخلوط خشک به شرح زیر است:
- به علت نرسیدن آب به همه دانه‌ها، ممکن است بعضی قسمت‌ها هیدراته نشده باقی بمانند.
- گرد و غبار ناشی از پراکنده شدن دانه سیمان در محل کارگاه زیاد است.
- به دلیل نچسبیدن ملات (به دلیل هیدراته نشدن) بخش عمده‌ای از آن به هدر می‌رود.

مزایای شاتکریت مخلوط تر (WMS) به شرح زیر است:
- به‌طور معمول، نیاز به قالب بندی ندارد و بدین ترتیب هزینه‌های قالب بندی و تجهیزات نیروی انسانی و زمان انجام عملیات به‌طور قابل ملاحظه‌ای کاهش می‌یابد. عدم استفاده از قالب سبب می‌شود که کارگر بتواند فضای کار را دیده و بتن را به شکل مناسبی بین میلگردها جای دهد.
- امکان اجرای سازه‌های بتنی با اشکال منحنی، مدور و غیر منظم (مثل استخر و آبگیر) - امکان تثبیت کوه‌ها و صخره‌ها با پوشاندن آن‌ها با یک شبکه مش و پاشیدن بتن روی آنها
- روکش کردن پایه پل‌ها و لاینینگ تونل‌ها
- افزایش ضخامت لوله‌های بتنی در محیطهای خورنده و خطرناک در مقابل آتش
- مقاومت مکانیکی بهتر نسبت به شاتکریت مخلوط خشک
- چسبندگی بهتر بین بتن و میلگرد
- کاهش نفوذ پذیری و آب‌بندی مناسب[۱]